# 全力ウサギ
『全力ウサギ』（ぜんりょくうさぎ）は、イケダケイによる日本の漫画作品。

## 概要
ウェブサイト『全力ウサギ』において「全力コマ劇場」の題名で公開されている。また、メディアファクトリーより『全力ウサギ』の題名で単行本化されている。全４巻。番外編２巻。

## あらすじ
とあるところに住んでいた、一匹のウサギ「ミナライ」。彼は昔から周りの人にちやほやされて育っていた。ある日、みんなからいつしかちやほやされなくなって、生活が苦しくなる。そしてとうとう無銭飲食に手を染めてしまうが、全力工務店のオヤカタに助けてもらい、全力工務店での生活が始まるが……。

## キャラクター
ミナライ
声 - 青山桐子（第1期）/松浦愛弓（第2期）
本作の主人公で全力工務店の新入りウサギ。元・癒し系ウサギだったが、無銭飲食してしまったところをオヤカタに助けられてそのまま全力工務店につれてこられた。早く一人前になることが夢。
オヤカタ
声 - 高木渉（第1期）/三宅健太（第2期）
全力工務店のボス。従業員から慕われる大きな器の持ち主だが、娘とはあまりうまくいっていないらしい。娘との距離を縮めようとしてはじめたヒップホップにハマり、今ではDJ・OYAKATAとしてイベントを開催するほどになっている。
ソウチョウ
声 - 酒井敬幸（第1期）/白石稔（第2期）
全力工務店の社員。元暴走族総長なので、ソウチョウと呼ばれている。現在は9人の子供の良き父親である。
ネエサン
声 - 三石琴乃（第1期）/早見沙織（第2期）
全力工務店の社員。合コンが大好きな元OL。重機を操縦させると工務店随一の腕前。ミナライに心癒されている唯一のウサギである。
オジョウ
声 - 荒木香恵（第1期）/高橋李依（第2期）
全力工務店の社員。体は小さいが気が強く、ソウチョウにも怯むことなく向かっていく。ミナライの「癒しオーラ」が大嫌い。
エイギョウ
声 - 宮田幸季（第1期）/白井悠介（第2期）
全力工務店の社員。いつも自信が無くオロオロしており、小さなミスですぐ辞表を出してしまう。実は運動神経はよい。
ミクロさん
声 - 不明（第1期）/飯野茉優（第2期）
全力工務店の社員。話す言葉はだれも理解できず、宙に浮いたり増殖したりと良く分からない生態を持つ。

## 出版情報
1. 「全力ウサギ」 2006年5月19日発行 ISBN 4-8401-1537-0
2. 「全力ウサギ 第2工事」全力旅立ち編 2007年4月6日発行 ISBN 978-4-8401-1835-4
3. 「全力ウサギ 第3工事」全力道草編 2008年4月18日発行 ISBN 978-4-8401-2163-7
4. 「全力ウサギの全力標語集」 2008年11月14日発行 ISBN 978-4-8401-2489-8
5. 「全力ウサギ 第4工事」上司部下取扱注意編  2009年8月21日発行 ISBN 978-4-8401-2883-4
6. 「全力ウサギの今日から全力！」 2011年4月22日発行 ISBN 978-4-8401-3871-0

## テレビアニメ
2008年1月から、UHFアニメの形態で『ちびアニ劇場』内で1話15分枠で放映。
また、2022年に新作アニメの製作が決定、2025年4月より放送中。

### スタッフ
- 原作 - イケダケイ
- 監督 - 鏑木ひろ[3]
- シリーズ構成 - 菅良幸
- 文芸プロデューサー - 小野田博之
- キャラクターデザイン - 平山智
- 美術監督 - 飯島由樹子
- 撮影監督 - 川田敏寛
- 色彩設計 - 村上智美
- 編集 - 森田清次、中村恵、藤田育代
- 音響監督 - 麦島哲也
- 音響効果 - 渡辺雅文（サウンドボックス）[4]
- 音響制作 - HALF H・P STUDIO
- 録音スタジオ - AMGStudio
- 音楽 - 籠島裕昌
- プロデューサー - 鵜飼浩史、宮本秀晃、木村太一
- 製作 - トムス・エンタテインメント、SOTSU

### 主題歌
オープニングテーマ「やれやれ」
作詞 - 疋田颯吾 / 作曲 - 疋田颯吾/ 編曲 - 疋田颯吾 / 歌 - ACORNS NAVEL（疋田颯吾）
エンディングテーマ「全力の詩」
作詞・作曲 - 大門一也 / 編曲 - 亀山耕一郎 / 歌 - 全力DG parsons（五條真由美＆大門一也）

### 各話リスト
| 話数         | サブタイトル        | 脚本           | 絵コンテ         | 演出       | 作画監督   |
| ------------ | ------------------- | -------------- | ---------------- | ---------- | ---------- |
| 第一工事     | 今日も全力!         | 菅良幸         | 鏑木ひろ         | 鏑木ひろ   | 平山智     |
| 第二工事     | 全力見習い中!       | 菅良幸         | 鈴木孝聡         | 鈴木孝聡   | 平山智     |
| 第三工事     | 全力出張工事!       | 滝晃一         | 池田重隆         | 池田重隆   | 大宅幸男   |
| 第四工事     | 全力社員旅行!       | 滝晃一         | 池田重隆         | 池田重隆   | 山崎タケル |
| 第五工事     | はじまりの全力!     | 櫻井剛         | 鏑木ひろ         | 佐々木皓一 | 穐本ゆかり |
| 第六工事     | 全力疲労中!         | ますもとたくや | 佐々木皓一       | 佐々木皓一 | 日高真由美 |
| 第七工事     | 全力一戸建て!       | 滝晃一         | 鈴木孝聡         | 鈴木孝聡   | 平山智     |
| 第八工事     | 全力ベビーシッター! | 櫻井剛         | 長沼範裕         | 鈴木孝聡   | 平山智     |
| 第九工事     | 全力アイランド!     | ますもとたくや | 池田重隆         | 池田重隆   | 大宅幸男   |
| 第十工事     | 全力ウナギ!         | 白根秀樹       | 池田重隆         | 池田重隆   | 山崎タケル |
| 第十一工事   | 全力野球!           | 菅良幸         | 佐々木皓一       | 佐々木皓一 | 日高真由美 |
| 第十二工事   | 全力レストラン!     | ますもとたくや | 佐々木皓一       | 佐々木皓一 | 穐本ゆかり |
| 第十三工事   | 全力大食いバトル!   | 菅良幸         | 田頭しのぶ       | 鈴木孝聡   | 平山智     |
| 第十四工事   | 全力桜!             | 櫻井剛         | 鈴木孝聡         | 鈴木孝聡   | 平山智     |
| 第十五工事   | 全力電車!           | 滝晃一         | 早川啓二         | 岡村正弘   | 大宅幸男   |
| 第十六工事   | 全力ダイエット!     | ますもとたくや | 早川啓二         | 岡村正弘   | 山崎タケル |
| 第十七工事   | 全力助っ人!         | 菅良幸         | 佐々木皓一       | 佐々木皓一 | 日高真由美 |
| 第十八工事   | 全力遺跡!           | 滝晃一         | 佐々木皓一       | 佐々木皓一 | 穐本ゆかり |
| 第十九工事   | 全力一文無し!       | 白根秀樹       | 小松猛           | 鈴木孝聡   | 平山智     |
| 第二十工事   | 全力サイバー現場!   | 菅良幸         | 鈴木孝聡         | 鈴木孝聡   | 平山智     |
| 第二十一工事 | 全力ラストラン!     | 菅良幸         | 高柳哲司         | 岡村正弘   | 山崎タケル |
| 第二十二工事 | 全力クッキング!     | 滝晃一         | 高柳哲司         | 岡村正弘   | 大宅幸男   |
| 第二十三工事 | 全力フリマ!         | 櫻井剛         | 高柳哲司         | 佐々木皓一 | 日高真由美 |
| 第二十四工事 | 全力占い!           | ますもとたくや | 佐々木皓一       | 佐々木皓一 | 穐本ゆかり |
| 第二十五工事 | 全力反省!           | 白根秀樹       | 向後知一         | 鈴木孝聡   | 平山智     |
| 第二十六工事 | 全力フィッシング!   | 菅良幸         | 栗本宏志         | 栗本宏志   | 平山智     |
| 第二十七工事 | 全力熱愛!           | 滝晃一         | 高柳哲司         | 岡村正弘   | 大宅幸男   |
| 第二十八工事 | 全力幽霊屋敷!       | ますもとたくや | 岡村正弘         | 岡村正弘   | 山崎タケル |
| 第二十九工事 | 全力シネマ!         | 櫻井剛         | 高柳哲司         | 星野真     | 日高真由美 |
| 第三十工事   | 全力出世!           | 白根秀樹       | 鏑木ひろ         | 星野真     | 穐本ゆかり |
| 第三十一工事 | 全力海水浴!         | 菅良幸         | 宮繁之           | 鈴木孝聡   | 大野泰江   |
| 第三十二工事 | 全力セキュリティ!   | ますもとたくや | 山本裕介         | 栗本宏志   | 平山智     |
| 第三十三工事 | 全力ツルハシ!       | 滝晃一         | 高柳哲司         | 岡村正弘   | 大宅幸男   |
| 第三十四工事 | 全力氷点下!         | 菅良幸         | 高柳哲司         | 岡村正弘   | 山崎タケル |
| 第三十五工事 | 全力祭り!           | 澤植真義       | 鏑木ひろ         | 星野真     | 日高真由美 |
| 第三十六工事 | 全力不機嫌!         | 櫻井剛         | 高柳哲司         | 星野真     | 穐本ゆかり |
| 第三十七工事 | 全力工法!           | 滝晃一         | 栗本宏志         | 栗本宏志   | 平山智     |
| 第三十八工事 | 全力責任感!         | 白根秀樹       | しおたになおよし | 鈴木孝聡   | 阿部航     |
| 第三十九工事 | 全力名探偵!         | 櫻井剛         | 川島宏           | 岡村正弘   | 山崎タケル |
| 第四十工事   | 全力ケータイ!       | ますもとたくや | 高柳哲司         | 岡村正弘   | 大宅幸男   |
| 第四十一工事 | 全力病院!           | 櫻井剛         | 濁川敦           | 星野真     | 日高真由美 |
| 第四十二工事 | 全力プラネタリウム! | ますもとたくや | いわもとやすお   | 星野真     | 穐本ゆかり |
| 第四十三工事 | 全力ばあちゃん!     | 菅良幸         | 鏑木ひろ         | 鈴木孝聡   | 平山智     |
| 第四十四工事 | 全力すごろく!       | ますもとたくや | 濁川敦           | 濁川敦     | 平山智     |
| 第四十五工事 | 全力シショウ!       | 滝晃一         | 尼野浩正         | 岡村正弘   | 大宅幸男   |
| 第四十六工事 | 全力底なし沼!       | 白根秀樹       | 葛谷直行         | 岡村正弘   | 山崎タケル |
| 第四十七工事 | 全力迷宮!           | ますもとたくや | おおばひであき   | 星野真     | 日高真由美 |
| 第四十八工事 | 全力寺!             | 櫻井剛         | いわもとやすお   | 星野真     | 穐本ゆかり |
| 第四十九工事 | 全力モニュメント！  | 白根秀樹       | 大関雅幸         | 濁川敦     | 大宅幸男   |
| 第五十工事   | 全力の試練!         | 菅良幸         | 堀剛史           | 堀剛史     | 堀剛史     |
| 第五十一工事 | 全力前進!           | 滝晃一         | 長沼範裕         | 長沼範裕   | 平山智     |
| 第五十二工事 | その先の全力!       | 菅良幸         | 鏑木ひろ         | 鏑木ひろ   | 平山智     |

### 放送局
| 放送地域 | 放送局             | 放送期間                                                                   | 放送日時                                             | 放送系列       | 備考                                  |
| -------- | ------------------ | -------------------------------------------------------------------------- | ---------------------------------------------------- | -------------- | ------------------------------------- |
| 神奈川県 | テレビ神奈川       | 2008年1月5日 - 12月27日                                                    | 土曜 8:30 - 9:00                                     | 独立局         | 製作委員会参加 『ちびアニ劇場』後半枠 |
| 埼玉県   | テレビ埼玉         | 2008年1月11日 - 2009年1月2日                                               | 金曜 7:00 - 7:30                                     | 独立局         | 『ちびアニ劇場』後半枠                |
| 兵庫県   | サンテレビ         | 2008年1月11日 - 2009年1月2日                                               | 金曜 7:00 - 7:30                                     | 独立局         | 『ちびアニ劇場』後半枠                |
| 千葉県   | チバテレビ         | 2008年1月11日 - 2009年1月2日                                               | 金曜 8:00 - 8:30                                     | 独立局         | 『ちびアニ劇場』後半枠                |
| 岐阜県   | 岐阜放送           | 2008年10月12日 - 2009年3月 2009年4月 - 2009年9月 2009年10月 - 2010年4月1日 | 日曜 7:00 - 7:15 日曜 8:00 - 8:15 木曜 19:00 - 19:15 | 独立局         |                                       |
| 山形県   | さくらんぼテレビ   | 2010年3月28日 - 2011年4月10日                                              | 日曜 6:15 - 6:30                                     | フジテレビ系列 |                                       |
| 福岡県   | TVQ九州放送        | 2010年5月15日 - 11月27日                                                   | 土曜 6:30 - 7:00                                     | テレビ東京系列 | 第五十二工事以外2話連続放送           |
| 山口県   | 山口放送           | 2011年8月7日 - 2012年12月16日                                              | 日曜 6:00 - 6:15                                     | 日本テレビ系列 | 毎月最終日曜日は放送休止              |
| 秋田県   | 秋田朝日放送       | 2011年10月15日 - 2012年9月29日                                             | 土曜 6:15 - 6:30                                     | テレビ朝日系列 | 第四十八工事で打ち切り                |
| 日本全域 | キッズステーション | 2010年10月 -                                                               | 月曜 - 金曜 12:00 - 12:30                            | CS放送         | 2話連続放送                           |
| 大阪府   | テレビ大阪         | 2016年2月3日 - 4月1日 2016年4月4日 - 4月14日                               | 月曜 - 金曜 7:58 - 8:15 月曜 - 金曜 8:00 - 8:15      | テレビ東京系列 |                                       |
| 愛知県   | テレビ愛知         | 2016年4月3日 - 10月2日                                                     | 日曜 10:30 - 10:45                                   | テレビ東京系列 | 第二十六工事で打ち切り                |
| 岩手県   | IBC岩手放送        | 2018年4月28日 - 2019年4月27日                                              | 土曜 5:30 - 5:45                                     | TBS系列        |                                       |

2022年に製作が決定している新作アニメの放送局は近日決定予定。